# Chrysiptera rex
Chrysiptera rex là một loài cá biển thuộc chi Chrysiptera trong họ Cá thia. Loài này được mô tả lần đầu tiên vào năm 1909.

## Từ nguyên
Từ định danh rex trong tiếng Latinh mang nghĩa là "vua", không rõ hàm ý đề cập đến điều gì.

## Phạm vi phân bố và môi trường sống
Ở Đông Ấn Độ Dương, C. rex được biết đến tại quần đảo Ashmore và Cartier và rạn san hô Scott ngoài khơi Tây Úc. Còn ở Tây Thái Bình Dương, C. rex được ghi nhận tại quần đảo Ryukyu (Nhật Bản), đảo Đài Loan, Palau, Indonesia (phía đông Borneo, ngoài khơi đảo Java, quần đảo Raja Ampat và Tây Papua) và Đông Timor.
Những ghi nhận của C. rex bên ngoài các vị trí này là do xác định nhầm với các loài trong phức hợp, là Chrysiptera caesifrons và Chrysiptera chrysocephala. Trong phức hợp loài này, C. caesifrons và C. rex là hai loài chị em có quan hệ gần nhất.
C. rex sinh sống tập trung ở đới mặt bằng của các rạn viền bờ ở độ sâu đến ít nhất là 20 m.

## Mô tả
Chiều dài lớn nhất được ghi nhận ở C. rex là 5 cm. Thân của C. rex có màu vàng nhạt hoặc trắng, màu vàng tươi hơn ở lưng (đôi khi có màu hồng cam ở trán và lưng trước). Đầu có màu xanh lam xám nhưng không sẫm bằng C. caesifrons, nhưng có nhiều đốm màu xanh tím. Gốc vây ngực có màu vàng cam. Cá con có kiểu hình tương tự cá trưởng thành nhưng thêm một vệt sọc trắng trên đỉnh đầu.
Số gai ở vây lưng: 13; Số tia vây ở vây lưng: 12–14; Số gai ở vây hậu môn: 2; Số tia vây ở vây hậu môn: 12–14; Số gai ở vây bụng: 1; Số tia vây ở vây bụng: 5; Số tia vây ở vây ngực: 15–18; Số vảy đường bên: 15–18.

## Sinh thái học
Thức ăn của C. rex bao gồm tảo và động vật phù du. Cá đực có tập tính bảo vệ và chăm sóc trứng; trứng có độ dính và bám chặt vào nền tổ.